# Босуэлл, Джеймс
Джеймс Бо́суэлл (англ. James Boswell, 29 октября 1740, Эдинбург — 19 мая 1795, Лондон) — шотландский писатель и мемуарист, слава которого основана на двухтомной «Жизни Сэмюэла Джонсона» (1791) — книге, которую часто называют величайшей биографией на английском языке.

## Биография и творчество
Сын судьи, сурового кальвиниста. Учился в Эдинбургском университете, затем в Глазго, где среди его преподавателей был Адам Смит. Перешёл в католицизм, принял монашество — узнав об этом, отец отказал ему от дома.
Босуэлл переехал в Лондон, где зарекомендовал себя как кутила и выпивоха. Он был накоротке с Гарриком, Голдсмитом, Берком, Рейнолдсом, Джонсоном, вошёл в их «Клуб». Босуэлл был членом материнской ложи «Килуиннинг» № 0.
В 1768 предпринял путешествие по Европе, посетил Вольтера и Руссо. По рекомендации последнего отправился на Корсику, где свёл знакомство с лидером первой демократической республики Паскуале Паоли. Написал «Отчет о Корсике» (1768), ставший европейским бестселлером.
В 1920 году был найден и в 1950 опубликован юношеский дневник Босуэлла, который он вел в 1762—1763, впервые приехав в Лондон и ведя там разгульную жизнь. Эта публикация вызвала много шума и заставила литературоведов переоткрыть Босуэлла как блестящего мастера дневниковой прозы.

## Интересные факты
- Владимир Набоков предпослал своему роману «Бледное пламя» эпиграф из «Жизни Сэмюэля Джонсона».

## Издания
- The general correspondence of James Boswell, 1757—1763. — Edinburgh: Edinburgh UP, 2006.

## Публикации на русском языке
- Жизнь Сэмюэля Джонсона. — М.: Текст, 2003. — ISBN 5-7516-0366-4.